# WWE Clash of Champions
Clash of Champions was een jaarlijks professioneel worstel-pay-per-view (PPV) en WWE Network evenement dat georganiseerd werd door de Amerikaanse worstelorganisatie WWE. Het evenement maakte zijn debuut in 2016 dat exclusief was voor de Raw brand, waar bij de brand extension werd toegepast. Clash of Champions verving het evenement Night of Champions in WWE's pay-per-view kalender in september. Alleen in 2017 werd het evenement gehouden in december dat exclusief was voor de SmackDown brand. In 2018 werd Clash of Champions geannuleerd, want het werd vervangen door het evenement Evolution. In 2019 kwam het evenement weer terug in september.
Bij zowel Night of Champions als bij Clash of Champions werden alle kampioenschappen verdedigd. In 2016 werden alleen titels van Raw verdedigd en in 2017 alleen titels van SmackDown wegens merkexclusiviteit.

## Chronologie
| Evenement               | Datum             | Stad                      | Locatie                    | Main Event                                                              |
| ----------------------- | ----------------- | ------------------------- | -------------------------- | ----------------------------------------------------------------------- |
| Clash of Champions 2016 | 25 september 2016 | Indianapolis, Indiana     | Bankers Life Fieldhouse    | Kevin Owens (c) vs. Seth Rollins voor het WWE Universal Championship    |
| Clash of Champions 2017 | 17 december 2017  | Boston, Massachusetts     | TD Garden                  | AJ Styles (c) vs. Jinder Mahal voor het WWE Championship                |
| Clash of Champions 2019 | 15 september 2019 | Charlotte, North Carolina | Spectrum Center            | Seth Rollins (c) vs. Braun Strowman voor het WWE Universal Championship |
| Clash of Champions 2020 | 27 september 2020 | Orlando, Florida          | Amway Center (ThunderDome) | Roman Reigns (c) vs. Jey Uso voor het WWE Universal Championship        |